# Campeonato da Estónia de Ciclismo Contrarrelógio
Os Campeonatos da Estónia de Ciclismo Contrarrelógio são organizados anualmente para determinar o campeão ciclista da Estónia de cada ano, na modalidade.
O título é outorgado ao vencedor de uma única prova, na modalidade de contrarrelógio individual. O vencedor obtêm o direito de usar a maillot com as cores da bandeira da Estónia até ao campeonato do ano seguinte, unicamente quando disputa provas contrarrelógio.
O corredor mais laureado é Jaan Kirsipuu, com nove vitórias.

## Palmares

### Masculino

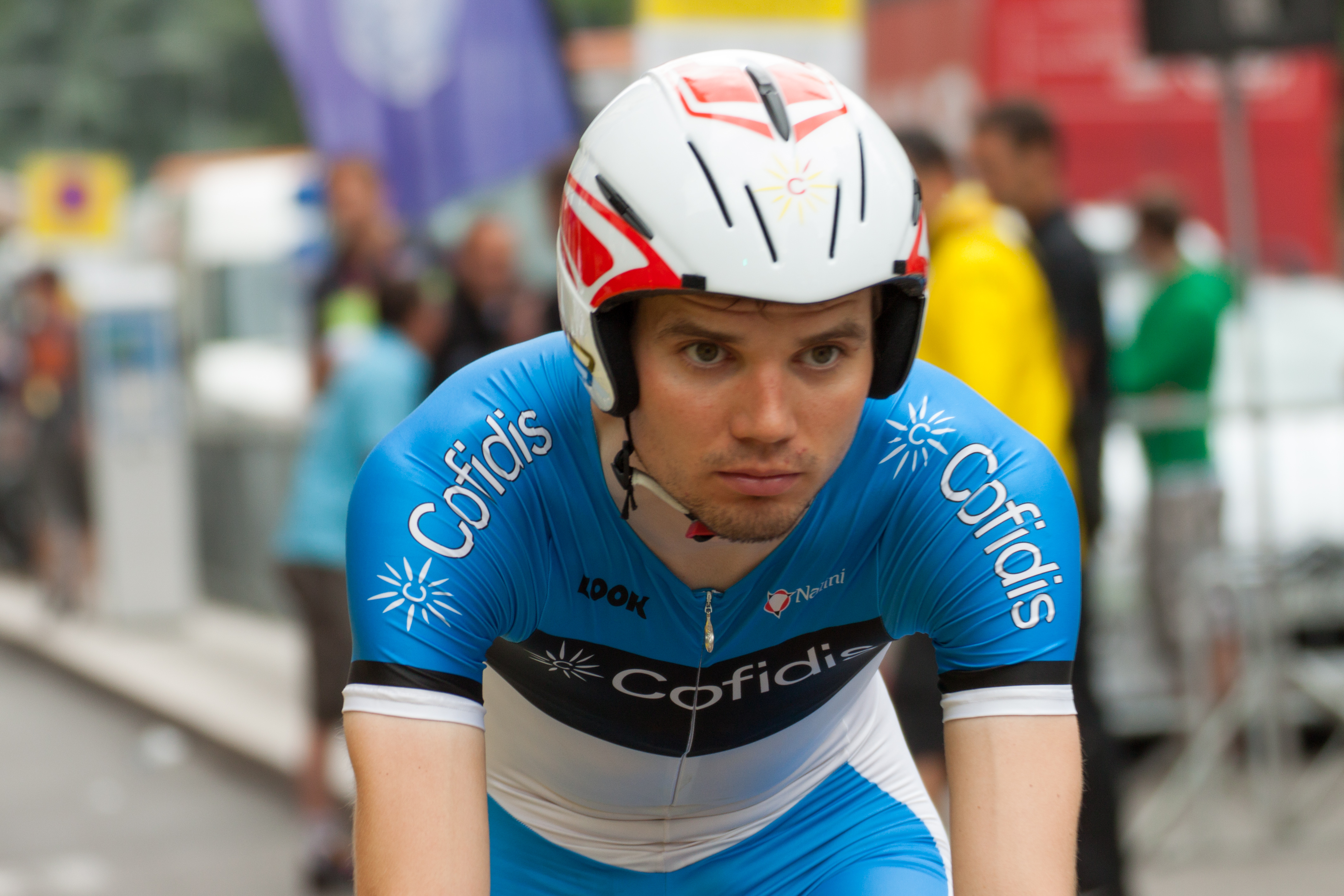
Rein Taaramäe campeão em 2009, 2011 e 2012.

| Ano  | Vencedor      | Segundo           | Terceiro        |
| 1997 | Urmo Fuchs    | Oskari Kargu      | Otsus Innirek   |
| 1998 | Jaan Kirsipuu | Lauri Aus         | Margus Salumets |
| 1999 | Jaan Kirsipuu | Allan Oras        | Markku Ainsalu  |
| 2000 | Lauri Aus     | Jaan Kirsipuu     | Allan Oras      |
| 2001 | Jaan Kirsipuu | Markku Ainsalu    | Andre Aduson    |
| 2002 | Jaan Kirsipuu | Margus Salumets   | Oskari Kargu    |
| 2003 | Jaan Kirsipuu | Lauri Aus         | Janek Tombak    |
| 2004 | Jaan Kirsipuu | Markku Ainsalu    | Tarmo Raudsepp  |
| 2005 | Jaan Kirsipuu | Tarmo Raudsepp    | Andre Aduson    |
| 2006 | Jaan Kirsipuu | Tarmo Raudsepp    | Andre Aduson    |
| 2007 | Jaan Kirsipuu | Rein Taaramäe     | Prlit Prous     |
| 2008 | Tanel Kangert | Allan Oras        | Andre Aduson    |
| 2009 | Rein Taaramäe | Ervin Korts       | Gert Jõeäär     |
| 2010 | Tanel Kangert | Ervin Korts-Laur  | Gert Jõeäär     |
| 2011 | Rein Taaramäe | Gert Jõeäär       | Mart Ojavee     |
| 2012 | Rein Taaramäe | Tanel Kangert     | Rene Mandri     |
| 2013 | Tanel Kangert | Rein Taaramäe     | Gert Jõeäär     |
| 2014 | Gert Jõeäär   | Alo Jakin         | Oskar Nisu      |
| 2015 | Gert Jõeäär   | Silver Mäoma      | Timmo Jeret     |
| 2016 | Gert Jõeäär   | Silver Mäoma      | Ivo Suur        |
| 2017 | Silver Mäoma  | Gert Jõeäär       | Norman Vahtra   |
| 2018 | Tanel Kangert | Alo Jakin         | Norman Vahtra   |
| 2019 | Rein Taaramäe | Karl Patrick Lauk | Oskar Nisu      |
| 2020 | Gleb Karpenko | Rait Ärm          | Markus Pajur    |
| 2021 | Rein Taaramäe | Norman Vahtra     | Artjom Mirzojev |
| 2022 | Rein Taaramäe | Tanel Kangert     | Norman Vahtra   |

### Feminino
| Ano  | Vencedor              | Segundo                 | Terceiro             |
| ---- | --------------------- | ----------------------- | -------------------- |
| 2006 | Grete Treier          | Kata-Liina Normak       | Laura Lepasalu       |
| 2007 | Grete Treier          | Kata-Liina Normak       | Laura Lepasalu       |
| 2008 | Grete Treier          | Laura Lepasalu          | Liisa Ehrberg        |
| 2009 | Liisa Ehrberg         | Maaris Meier            | Laura Lepasalu       |
| 2010 | Grete Treier          | Liisa Ehrberg           | Ivika Lainevee       |
| 2011 | Grete Treier          | Alma Sarapuu            | Viktoria Randalainen |
| 2012 | Grete Treier          | Liisi Rist              | Viktoria Randalainen |
| 2013 | Liisi Rist            | Viktoria Randalainen    | Kristel Koort        |
| 2014 | Liisi Rist            | Inge Kool               | Liisa Kull           |
| 2015 | Liisi Rist            | Liisa Ehrberg           | Janelle Uibokand     |
| 2016 | Liisi Rist            | Liisa Ehrberg           | Mari-Liis Mõttus     |
| 2017 | Liisi Rist            | Mari-Liis Mõttus        | Liisa Ehrberg        |
| 2018 | Liisi Rist            | Egle Mätas              | Mari-Liis Mõttus     |
| 2019 | Liisi Rist            | Egle Mätas              | Mari-Liis Mõttus     |
| 2020 | Mari-Liis Mõttus      | Mathilde Nigul          | Egle Mätas           |
| 2021 | Mari-Liis Mõttus      | Karmen Reinpold         | Aidi Gerde Tuisk     |
| 2022 | Kristel Sandra Soonik | Hanna Karoline Taaramäe | Aidi Gerde Tuisk     |
| 2023 | Laura Lizette Sander  | Elisabeth Ebras         |                      |
| 2024 | Laura Lizette Sander  | Elisabeth Ebras         | Aidi Gerde Tuisk     |